# Peucedanum zeyheri
Peucedanum zeyheri är en flockblommig växtart som beskrevs av Otto Wilhelm Sonder. Peucedanum zeyheri ingår i släktet siljor, och familjen flockblommiga växter. Inga underarter finns listade i Catalogue of Life.